# موتور بمب عشايري غروه 111 (أرزوئية)
موتور بمب عشایري غروه 111 (بالإنجليزية: Mowtowr Pamp-e Ashayiri Garuh 111)‏ هي منطقة سكنية تقع في إيران في كرمان. يقدر عدد سكانها بـ 40 نسمة .